# Damjan Gajser
Damjan Gajser (8 maggio 1970) è un allenatore di calcio ed ex calciatore sloveno, di ruolo centrocampista.

## Carriera

### Allenatore
Ha iniziato la sua carriera da allenatore nel Maribor nel luglio del 2014, sotto la guida di Ante Šimundža. Nel giugno del 2017 diventa vice-allenatore del NŠ Mura. Dal 4 agosto del 2020 al 19 novembre del 2020 ha allenato il Triglav.

## Palmarès

### Club
- Campionato sloveno: 3

Maribor: 1996-1997, 1997-1998, 1998-1999
- Coppa di Slovenia: 2

Maribor: 1996-1997, 1998-1999